# Le Client (téléfilm)
Pour plus de détails, voir Fiche technique et Distribution.
Le Client est un téléfilm français réalisé par Arnauld Mercadier et diffusé pour la première fois le 26 septembre 2011 sur TF1.

## Synopsis
Fred Fondary est un ancien pilote de formule 1 fortuné qui voudrait se remarier avec Mélanie qui attend un enfant de lui.
Mais son ex-femme de qui il n'est pas encore divorcé, est prête à tout pour s'opposer à ce divorce dans l'unique but de lui pourrir la vie.
Fred est pourtant prêt à lui céder tous ses biens mais rien n'y fait et tout ce que son avocat parvient à obtenir est le report du procès. Mais Mélanie pose un ultimatum et Fred embauche un nouvel avocat, réputé le plus mauvais du barreau, bien décidé à perdre rapidement la procédure.
Celui-ci, plein de bonne volonté mais godiche et inexpérimenté, va entraîner son client dans un dédale d'aventures, et même une cavale puisqu'ils finissent par être poursuivis par la police.
Et pourtant, une amitié va naître entre les deux hommes...

## Fiche technique
- Réalisation : Arnauld Mercadier
- Scénario : Stéphane Kaminka et Alain Stern sur une idée de Jean-Baptiste Delafon
- Photographie : Tariel Meliava
- Musique : David Hadjaj
- Montage : Laurent Rouan
- Décors : Thierry François
- Costumes : Marité Coutard
- Pays :  France
- Durée : 105 minutes

## Distribution
- Gérard Darmon : Fred Fondary
- Éric Berger : Antoine Banville
- Catherine Jacob : Viviane Fondary
- Annelise Hesme : Mélanie Garnier
- Sacha Bourdo : Jimmy Vaucher
- Laurence Arné : Aline Vivier
- Stéphan Wojtowicz : Grégoire Decaux
- Marie Pape : Laura
- Victor Peltier : Bastien Banville
- Claudia Tagbo : Falco (policière)